# Prezydent Chorwacji
Prezydent Chorwacji (chorw. Predsjednik Hrvatske) – zwierzchnik sił zbrojnych i głowa państwa Chorwacji.
Obecnym i piątym prezydentem Chorwacji jest Zoran Milanović, który objął urząd 18 lutego 2020.

## Wybory
Kandydatem na prezydenta może być każdy obywatel Chorwacji, który posiada pełną zdolność do czynności prawnych, ukończył 18 rok życia i zdobędzie poparcie co najmniej 10 000 obywateli. Jeżeli żaden z kandydatów nie uzyska ponad 50% głosów w pierwszej turze głosowania, druga tura odbywa się 14 dni później.
Pierwsze wybory prezydenckie w Chorwacji odbyły się 2 sierpnia 1992, tego samego dnia co wybory parlamentarne w 1992 roku. W ich wyniku urząd prezydenta objął Franjo Tuđman (Chorwacka Wspólnota Demokratyczna).

### Wyniki wyborów
| Wybory  | Kandydaci | Źródła | 1. tura               | 1. tura                                                                                        | 2. tura               | 2. tura                           | 2. tura                           |
| Wybory  | Kandydaci | Źródła | Frekwencja w 1. turze | Wyniki w pierwszej turze (kandydaci z poparciem ponad 10% w 1. turze)                          | Frekwencja w 2. turze | Zwycięzca                         | Przegrany                         |
| ------- | --------- | ------ | --------------------- | ---------------------------------------------------------------------------------------------- | --------------------- | --------------------------------- | --------------------------------- |
| 1992    | 8         | [ 3 ]  | 74,90%                | Franjo Tuđman (56,73%) Dražen Budiša (21,87%)                                                  | Nie odbyła się        | Nie odbyła się                    | Nie odbyła się                    |
| 1997    | 3         | [ 4 ]  | 54,62%                | Franjo Tuđman (61,41%) Zdravko Tomac (21,03%) Vlado Gotovac (17,56%)                           | Nie odbyła się        | Nie odbyła się                    | Nie odbyła się                    |
| 2000    | 9         | [ 5 ]  | 62,98%                | Stjepan Mesić (41,11%) Dražen Budiša (27,71%) Mate Granić (22,47%)                             | 60,88%                | Stjepan Mesić (56,01%)            | Dražen Budiša (43,99%)            |
| 2005    | 13        | [ 6 ]  | 50,57%                | Stjepan Mesić (48,92%) Jadranka Kosor (20,31%) Boris Mikšić (17,78%)                           | 51,04%                | Stjepan Mesić (65,93%)            | Jadranka Kosor (34,07%)           |
| 2009–10 | 12        | [ 7 ]  | 43,96%                | Ivo Josipović (32,42%) Milan Bandić (14,83%) Andrija Hebrang (12,04%) Nadan Vidošević (11,33%) | 50,13%                | Ivo Josipović (60,26%)            | Milan Bandić (39,74%)             |
| 2014–15 | 4         | [ 8 ]  | 47,12%                | Ivo Josipović (38,46%) Kolinda Grabar-Kitarović (37,22%) Ivan Vilibor Sinčić (16,42%)          | 59,05%                | Kolinda Grabar-Kitarović (50,74%) | Ivo Josipović (49,26%)            |
| 2019–20 | 11        | [ 9 ]  | 51,20%                | Zoran Milanović (29,55%) Kolinda Grabar-Kitarović (26,65%) Miroslav Škoro (24,45%)             | 55,00%                | Zoran Milanović (52,66%)          | Kolinda Grabar-Kitarović (47,34%) |

## Lista osób pełniących funkcję prezydenta
| #         | Imię i Nazwisko                     | Portret | Kadencja        | Kadencja        | Partia polityczna | Partia polityczna |
| #         | Imię i Nazwisko                     | Portret | Od              | Do              | Partia polityczna | Partia polityczna |
| --------- | ----------------------------------- | ------- | --------------- | --------------- | ----------------- | ----------------- |
| Prezydent |                                     |         |                 |                 |                   |                   |
| 1         | Franjo Tuđman (1922–1999)           |         | 25 lipca 1990   | 10 grudnia 1999 |                   | HDZ               |
| –         | Vlatko Pavletić (1930–2007)         |         | 10 grudnia 1999 | 2 lutego 2000   |                   | HDZ               |
| –         | Zlatko Tomčić (ur. 1945)            |         | 2 lutego 2000   | 18 lutego 2000  |                   | HSS               |
| 2         | Stjepan Mesić (ur. 1934)            |         | 18 lutego 2000  | 18 lutego 2010  |                   | Bezpartyjny       |
| 3         | Ivo Josipović (ur. 1957)            |         | 18 lutego 2010  | 18 lutego 2015  |                   | SDP               |
| 4         | Kolinda Grabar-Kitarović (ur. 1968) |         | 18 lutego 2015  | 18 lutego 2020  |                   | HDZ               |
| 5         | Zoran Milanović (ur. 1966)          |         | 18 lutego 2020  |                 |                   | SDP               |